# Urapteritra montana
Urapteritra montana är en fjärilsart som beskrevs av Pierre E.L. Viette 1972. Urapteritra montana ingår i släktet Urapteritra och familjen Uraniidae. Inga underarter finns listade i Catalogue of Life.